# Vítězslav Gebas
Vítězslav Gebas (Hradec Králové, 24 de marzo de 1984) es un deportista checo que compite en piragüismo en la modalidad de eslalon. Ganó dos medallas en el Campeonato Mundial de Piragüismo en Eslalon, plata en 2014 y bronce en 2011, y tres medallas en el Campeonato Europeo de Piragüismo en Eslalon entre los años 2011 y 2018.

## Palmarés internacional
| Campeonato Mundial | Campeonato Mundial          | Campeonato Mundial | Campeonato Mundial |
| Año                | Lugar                       | Medalla            | Competición        |
| ------------------ | --------------------------- | ------------------ | ------------------ |
| 2011               | Bratislava (Eslovaquia)     | Medalla de bronce  | C1 por equipos     |
| 2014               | Deep Creek (Estados Unidos) | Medalla de plata   | C1 por equipos     |
| Campeonato Europeo |                             |                    |                    |
| Año                | Lugar                       | Medalla            | Competición        |
| 2011               | Seo de Urgel (España)       | Medalla de bronce  | C1 por equipos     |
| 2014               | Viena (Austria)             | Medalla de plata   | C1 por equipos     |
| 2018               | Praga (República Checa)     | Medalla de bronce  | C1 por equipos     |